# Festival Internacional de Cine de Cannes de 1994
El Festival de Cannes de 1994 comenzó el 12 de mayo y terminó el día 23 del mismo mes. La Palma de Oro fue para la película estadounidense Pulp Fiction, dirigida por Quentin Tarantino.
El festival se abrió con The Hudsucker Proxy, dirigida por los hermanos Coen y se cerró con Serial Mom, dirigida por John Waters. Jeanne Moreau fue la maestra de ceremonias.

## Jurado

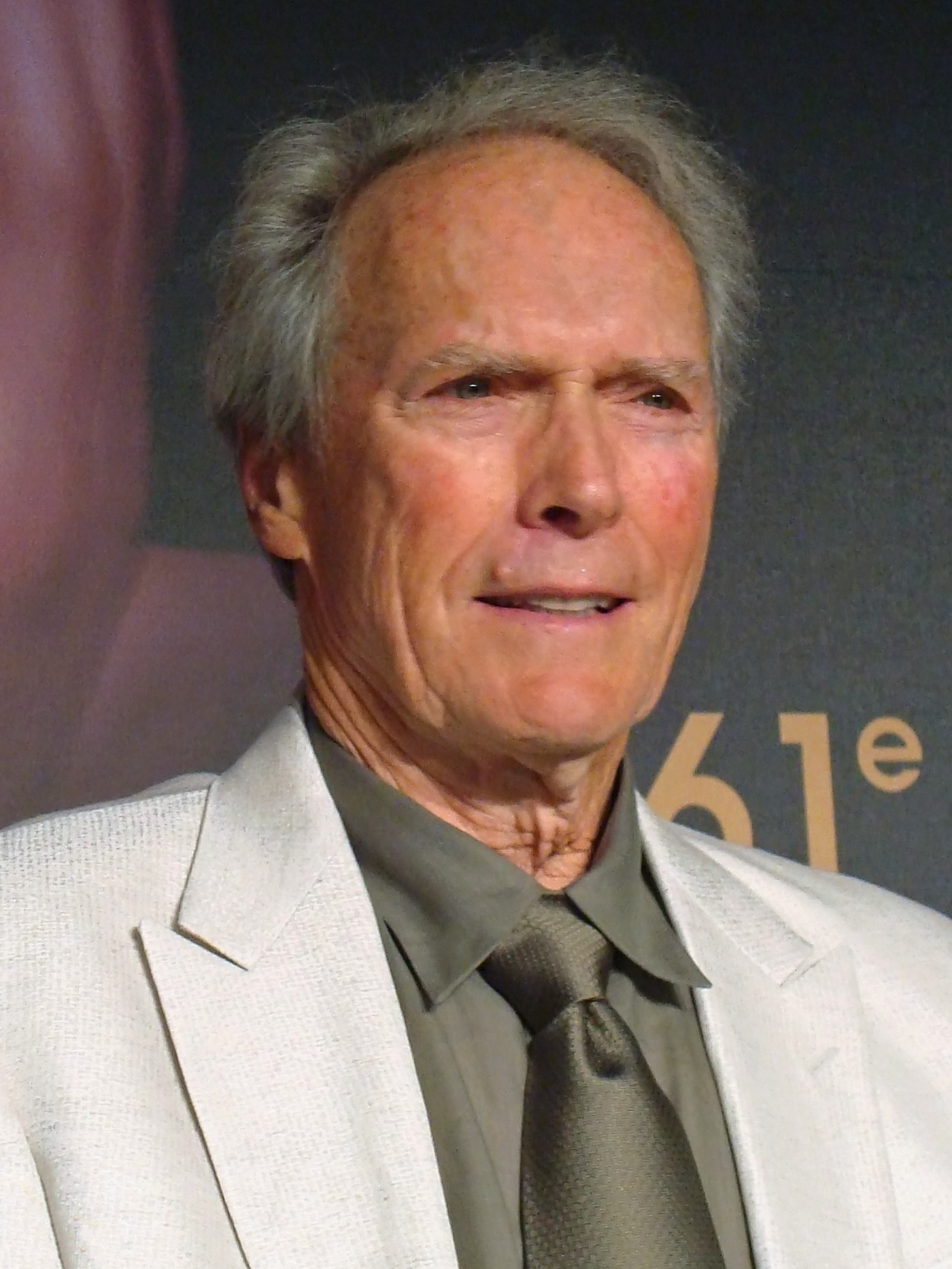
Clint Eastwood, presidente del jurado

Las siguientes personas fueron nombradas para formar parte del jurado de la competición principal en la edición de 1994:

### De la selección oficial
- Clint Eastwood (Estados Unidos) (presidente)
- Catherine Deneuve (Francia) (vicepresidente)
- Pupi Avati (Italia)
- Guillermo Cabrera Infante (Cuba) (escritor)
- Kazuo Ishiguro (Japón)
- Aleksandr Kajdanovsky (Rusia)
- Marie-Françoise Leclère (Francia)
- Sang-ok Shin (Corea del Sur)
- Lalo Schifrin (Argentina)
- Alain Terzian (Francia)

### Caméra d'Or
Las siguientes personas fueron nombradas para formar parte del jurado de la Caméra d'Or de 1994:
- Marthe Keller (Suiza) Presidente
- Hans Beerekamp
- Josée Brossard (Francia)
- Mario Dorminsky (Portugal)
- An-Cha Flubacher Rhim
- François Ode (Francia)
- Georges Pansu
- Jacques Zimmer (Francia)

## Selección oficial

### En competición – películas
Las siguientes películas compitieron por la Palma d'Or:
- ¡Vivir! de Zhang Yimou
- A través de los olivos de Abbas Kiarostami
- Barnabo delle montagne de Mario Brenta
- Caro diario de Nanni Moretti
- Du li shi dai de Edward Yang
- The Hudsucker Proxy de los hermanos Coen
- Exotica de Atom Egoyan
- Kurochka Ryaba de Andrei Konchalovsky
- La gente del arrozal de Rithy Panh
- La reina de la noche de Arturo Ripstein
- La reine Margot de Patrice Chéreau
- La señora Parker y el círculo vicioso de Alan Rudolph
- Le buttane de Aurelio Grimaldi
- Le joueur de violon de Charles Van Damme
- Les patriotes de Éric Rochant
- Mala fama de Michel Blanc
- Pulp Fiction de Quentin Tarantino
- Pura formalidad de Giuseppe Tornatore
- Quemado por el sol de Nikita Mikhalkov
- Swaham de Shaji N. Karun
- Tres colores: Rojo de Krzysztof Kieślowski
- Un verano inolvidable de Lucian Pintilie
- Una lección de vida de Mike Figgis

## Un certain regard
Las siguientes películas fueron seleccionadas para competir en Un Certain Regard:
- Bab El-Oued City de Merzak Allouache
- Bosna! de Bernard-Henri Lévy, Alain Ferrari
- Casa de Lava de Pedro Costa
- Clean, Shaven de Lodge Kerrigan
- Drømspel de Unni Straume
- Faust de Jan Švankmajer
- I Like It Like That de Darnell Martin
- Il sogno della farfalla de Marco Bellocchio
- J'ai pas sommeil de Claire Denis
- Jancio Wodnik de Jan Jakub Kolski
- L'eau froide de Olivier Assayas
- Los juncos salvajes de André Téchiné
- Los náufragos de Miguel Littín
- Picture Bride de Kayo Hatta
- Sin compasión de Francisco José Lombardi
- Sleep with Me de Rory Kelly
- Suture de David Siegel, Scott McGehee
- The Adventures of Priscilla, Queen of the Desert de Stephan Elliott
- Uttoran de Sandip Ray
- Xime de Sana Na N'Hada
- Xinghua san yue tian de Li Yin

## Películas fuera de competición
Las siguientes películas fueron seleccionadas para ser proyectadas fuera de competición:
- A Game with No Rules de Scott Reynolds
- Eau de la vie de Simon Baré
- I'm So Lonesome I Could Cry de Michael Hurst
- Montand de Jean Labib
- Los Asesinatos de Mamá de John Waters
- Stroke de Christine Jeffs
- The Dig de Neil Pardington
- The Dutch Master de Susan Seidelman
- The Model de Jonathan Brough
- Jeungbal de Shin Sang-ok
- Wet de Bob Rafelson

### Cortometrajes en competición
Los siguientes cortos compitieron para Palma de Oro al mejor cortometraje:
- Book of Dreams: Welcome to Crateland de Alex Proyas
- El héroe de Carlos Carrera
- Lemming Aid de Grant Lahood
- Parlez Après Le Signal Sonore de Olivier Jahan
- Passage d eRaimund Krumme
- Sure To Rise de Niki Caro
- Syrup de Paul Unwin
- Una Strada Diritta Lunga de Werther Germondari, Maria Laura Spagnoli

## Secciones paralelas

### Semana Internacional de la Crítica
Las siguientes películas fueron seleccionadas para ser proyectadas para la 33.ª Semana de la Crítica (33e Semaine de la Critique):
Películas en competición
- Clerks de Kevin Smith (EE. UU.)
- See How They Fall (Regarde les hommes tomber) de Jacques Audiard (Francia)
- Zinat de Ebrahim Mokhtari (Irán)
- Nightwatch (Nattevagten) de Ole Bornedal (Dinamarca)
- Hatta Ishaar Akhar de Rashid Masharawi (Palestine, Netherlands)
- El Dirigible de Pablo Dotta (Uruguay)
- It Will Never Be Spring (Wildgroei) de Frouke Fokkema (Países Bajos)

Cortometrajes en competición
- Performance Anxiety by David Ewing (EE. UU.)
- One Night Stand by Bill Britten (Gran Bretaña)
- Poubelles by Olias Barco (Francia)
- Ponchada by Alejandra Moya (México)
- Los Salteadores by Abi Feijo (Portugal)
- Home Away From Home by Maureen Blackwood (Gran Bretaña)
- Off Key by Karethe Linaae (Canadá)

### Quincena de Realizadores
Las siguientes películas fueron exhibidas en la Quincena de Realizadores de 1994 (Quinzaine des Réalizateurs):
- 71 Fragmente einer Chronologie des Zufalls by Michael Haneke
- A Caixa by Manoel de Oliveira
- Amateur by Hal Hartley
- Ap’to Hioni by Sotiris Goritsas
- Auf Wiedersehen Amerika by Jan Schütte
- Bandit Queen by Shekhar Kapur (India)[12][13]
- Bei Kao Bei, Lian Dui Lian de Huang Jianxin
- Eat Drink Man Woman de Ang Lee
- Faut pas rire du bonheur de Guillaume Nicloux
- Fresh de Boaz Yakin
- Katia Ismailova de Valeri Todorovski
- Les Amoureux de Catherine Corsini
- Les Silences du palais de Moufida Tlatli
- Man, God, The Monster de Collectif
- Muriel's Wedding de P. J. Hogan
- Petits arrangements avec les morts de Pascale Ferran
- Pidä Huivista Kiinni, Tatjana de Aki Kaurismäki
- Senza pelle de Alessandro D'Alatri
- Três Palmeiras de João Botelho
- Trop de bonheur de Cédric Kahn
- Crows (Wrony) de Dorota Kędzierzawska

Cortometrajes
- 75 centilitres de prières de Jacques Maillot
- Deus ex machina d eVincent Mayrand
- Dimanche ou les fantômes de Laurent Achard
- Eternelles de Erick Zonca
- Troubles ou la journée d’une femme ordinaire de Laurent Bouhnik

## Palmarés

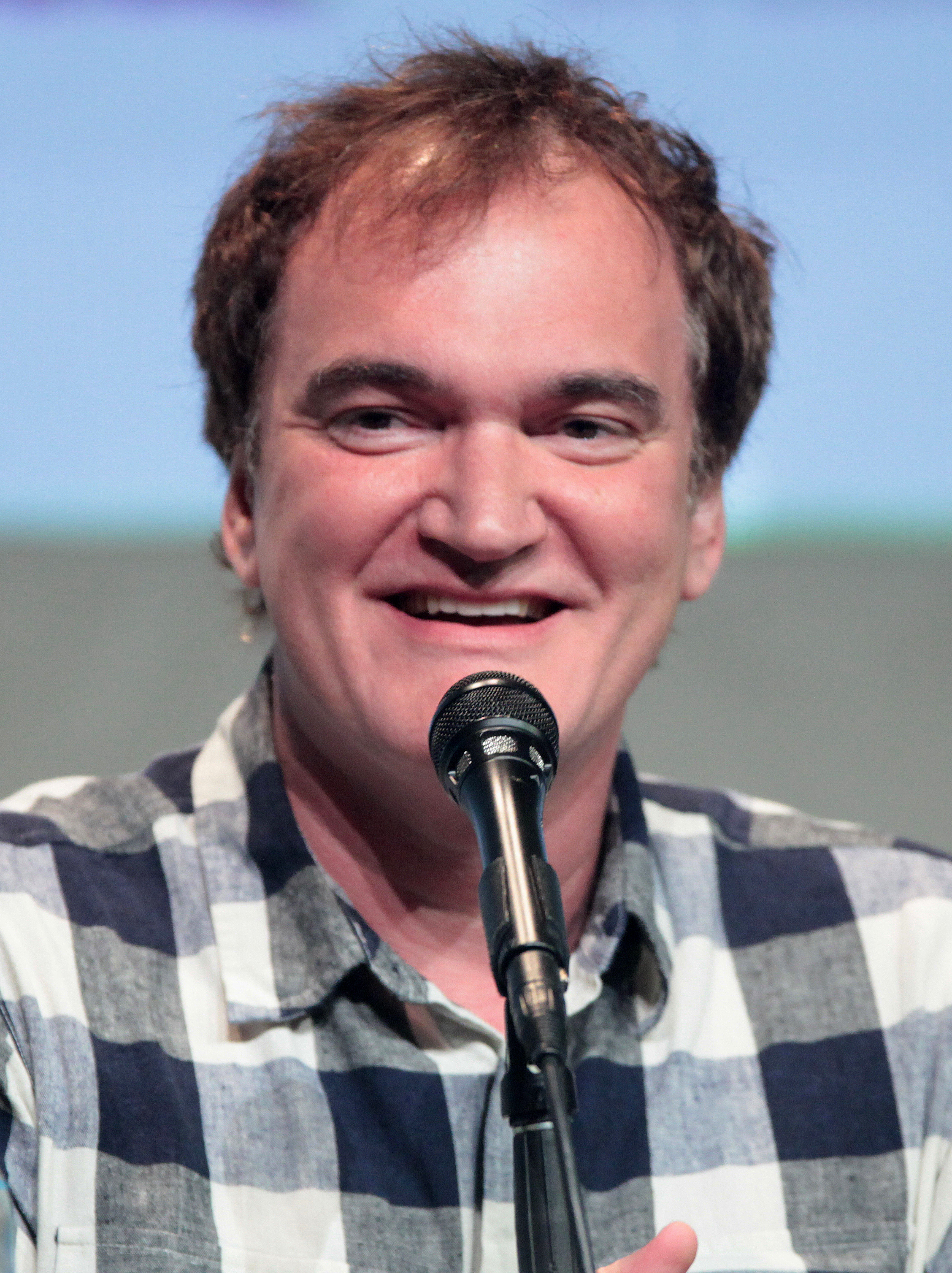
Quentin Tarantino, ganador de la Palma de Oro

Los galardonados en les secciones oficiales de 1994 fueron:
- Palma de Oro: Pulp Fiction - Quentin Tarantino
- Gran Premio del Jurado: 
  - ¡Vivir! - Zhang Yimou
  - Quemado por el sol - Nikita Mikhalkov
- Premio del Jurado: La reine Margot - Patrice Chéreau
- Mejor Actor: You Ge por ¡Vivir! - Zhang Yimou
- Mejor Actriz: Virna Lisi por La reine Margot
- Mejor Director: Nanni Moretti por Caro diario
- Palma de Oro al mejor cortometraje: El héroe de Carlos Carrera
- Mejor Guion: Mala fama - Michel Blanc
- Cámara de Oro: Petits arrangements avec les morts de Pascale Ferran
- Cámara de Oro - Mención especial: Samt el qusur de Moufida Tlatli

### Premios independientes
Premio de la Crítica
- Premio FIPRESCI: 
  - Bab El-Oued City de Merzak Allouache
  - Exotica - Atom Egoyan

Commission Supérieure Technique
- Gran Premio técnico: Pitof (efectos especiales) en Mala fama
- Premio del Jurado Ecuménico: 
  - ¡Vivir! - Zhang Yimou
  - Quemado por el sol - Nikita Mikhalkov
- Premio de la juventud:
  - Película extranjera: Clerks de Kevin Smith
  - Película francesa: Trop de bonheur de Cédric Kahn

Premios en el marco de la Semana Internacional de la Crítica
- Premio Mercedes-Benz: Clerks de Kevin Smith
- Premio Canal+: Performance Anxiety de David Ewing
- Premio Kodak al Mejor Cortometraje: Éternelles de Erick Zonca